# Guinea-bissauische Fußballnationalmannschaft
Die guinea-bissauische Fußballnationalmannschaft ist die Fußball-Auswahl von Guinea-Bissau und untersteht der Federação de Futebol da Guiné-Bissau. Sie konnte sich bisher für keine Endrunde der Fußball-Weltmeisterschaft qualifizieren. Für das Jahr 2017 gelang das erste Mal die Qualifikation für die Fußball-Afrikameisterschaft.
Die größten Erfolge im guinea-bissauischen Fußball waren bisher das Finale des Amílcar-Cabral-Cups 1983, das die Mannschaft gegen den Senegal verlor, sowie die Teilnahme an den letzten drei WM-Qualifikationsrunden.
2007 richtete Guinea-Bissau den Amílcar-Cabral-Cup aus.
Umgangssprachlich trägt das Nationalteam auch den Spitznamen Djurtus, die dortige kreolische Bezeichnung für den Afrikanischen Wildhund.

## Turniere

### Fußball-Weltmeisterschaft
| 1934 bis 1994 | nicht teilgenommen |
| 1998 bis 2022 | nicht qualifiziert |

### Afrika-Cup
| 1957 bis 1984                      | nicht teilgenommen, da kein CAF-Mitglied |
| 1986 in Ägypten                    | nicht teilgenommen                       |
| 1988 in Marokko                    | nicht teilgenommen                       |
| 1990 in Algerien                   | nicht teilgenommen                       |
| 1992 im Senegal                    | nicht teilgenommen                       |
| 1994 in Tunesien                   | nicht qualifiziert                       |
| 1996 in Südafrika                  | zurückgezogen                            |
| 1998 in Burkina Faso               | ausgeschlossen wegen des Rückzugs 1996   |
| 2000 in Ghana/Nigeria              | nicht teilgenommen                       |
| 2002 in Mali                       | zurückgezogen                            |
| 2004 in Tunesien                   | zurückgezogen                            |
| 2006 in Ägypten                    | nicht qualifiziert                       |
| 2008 in Ghana                      | nicht teilgenommen                       |
| 2010 in Angola                     | nicht qualifiziert                       |
| 2012 in Äquatorialguinea und Gabun | nicht qualifiziert                       |
| 2013 in Südafrika                  | nicht qualifiziert                       |
| 2015 in Äquatorialguinea           | nicht qualifiziert                       |
| 2017 in Gabun                      | Vorrunde                                 |
| 2019 in Ägypten                    | Vorrunde                                 |
| 2022 in Kamerun                    | Vorrunde                                 |
| 2024 in der Elfenbeinküste         | Vorrunde                                 |
| 2025 in Marokko                    | nicht qualifiziert                       |

### Afrikanische Nationenmeisterschaft
- 2009: nicht teilgenommen
- 2011: nicht teilgenommen
- 2014: nicht teilgenommen
- 2016: nicht qualifiziert
- 2018: nicht qualifiziert
- 2021: nicht qualifiziert
- 2023: nicht qualifiziert

### Amilcar Cabral-Cup
- 1979 Vierter
- 1980 Vorrunde
- 1981 Vorrunde
- 1982 Vorrunde
- 1983 Zweiter
- 1984 Vorrunde
- 1985 Vorrunde
- 1986 Vorrunde
- 1987 Vorrunde
- 1988 Vorrunde
- 1989 Vorrunde
- 1991 Vorrunde
- 1993 Vorrunde
- 1995 Vierter
- 1997 Vorrunde
- 2000 Vorrunde
- 2001 Vierter
- 2005 Vierter
- 2007 Vierter
- 2009 Turnier abgesagt, danach keine weiteren Austragungen

## Trainer
- Guilherme Farinha (1990–1994)
- Armando Antonio Miranda (2000)
- Baciro Candé (2001–2009)
- Luís Norton de Matos (2010–2012)
- Carlos Manuel (2012–2014)
- Paulo Torres (2014–2016)
- Baciro Candé (2016–2024)
- Luís Boa Morte (seit 2024)